# Текстильщик (футбольный клуб, Ишеевка)
«Текстильщик» — ныне не существующий советский и российский футбольный клуб из посёлка Ишеевка Ульяновской области. В 1992—1994 годах выступал в профессиональных соревнованиях.

## История клуба
О выступлениях клуба под названием «Текстильщик» известно с начала 1980-х годов. В 1982 году он занял третье место в чемпионате Ульяновской области, в 1983 году стал вторым, а в 1984—1986 годах трижды подряд выигрывал чемпионат области. В 1987 году снова стал бронзовым призёром регионального чемпионата.
В 1987 году клуб впервые выступил в соревнованиях КФК РСФСР, заняв пятое место в своей зоне. Пропустив следующий сезон, с 1989 года «Текстильщик» вернулся в число участников первенства. В 1991 году стал победителем поволжской зоны КФК и полуфинального группового турнира, а в финале первенства РСФСР среди КФК занял четвёртое место.
В 1992 году клуб был включён в число участников второй лиги России на профессиональном уровне. Так как перед началом сезона прекратил существование ульяновский «Старт», то «Текстильщик» наряду с димитровградской «Ладой» стал одним из двух представителей Ульяновской области, и многими источниками рассматривается как преемник ведущего ульяновского клуба (так как расстояние между Ульяновском и Ишеевкой всего 7 км). В дебютном сезоне клуб занял четвёртое место в своей зоне, затем результаты несколько ухудшились — девятое место во второй лиге в 1993 году, а в 1994 году — 10-е место в третьей лиге, куда клуб был отправлен из-за переформирования системы лиг в России. Лидерами клуба по числу матчей на профессиональном уровне стали Александр Куренков (95), Андрей Стрельченко (93), Олег Куликов и Юрий Горячев (по 91). Лучшие бомбардиры — Валерий Макаров (30), Станислав Федотов (18).
По окончании сезона 1994 года из-за финансовых проблем «Текстильщик» отказался от профессионального статуса и перешёл в соревнования любителей, в 1995 году был в числе аутсайдеров первенства области. Место команды в профессиональной лиге было передано возрождённой ульяновской «Волге», а многие ведущие игроки перешли в её состав. Из-за этого современные официальные лица «Волги», в частности на официальном сайте клуба, приписывают историю выступлений «Текстильщика» в 1992—1994 годах к истории «Волги».
О существовании «Текстильщика» после 1995 года сведений нет. Ишеевка в этот период была представлена в первенстве области клубами «Ремонтник», «Стройпластмасс», «Свияга» (при этом «Ремонтник» и «Стройпластмасс» в начале 1990-х годов существовали одновременно с «Текстильщиком»).

## Достижения
- Лучший результат в профессиональном футболе: 4-е место в зональном турнире второй лиги: 1992
- Лучший результат в Кубке России: 1/32 финала (1993/94)
- Победитель зонального турнира первенства КФК РСФСР: 1991
- Чемпион Ульяновской области: 1984, 1985, 1986

## Выступления впервенствеиКубкеРоссии
| Год  | Турнир              | Место    | И  | В  | Н  | П  | М     | О  | Кубок |
| ---- | ------------------- | -------- | -- | -- | -- | -- | ----- | -- | ----- |
| 1992 | Вторая лига, 5 зона | 4 из 18  | 34 | 19 | 7  | 8  | 65-31 | 45 | 1/512 |
| 1993 | Вторая лига, 3 зона | 9 из 18  | 34 | 11 | 11 | 12 | 27-30 | 33 | 1/32  |
| 1994 | Третья лига, 5 зона | 10 из 17 | 32 | 10 | 10 | 12 | 39-42 | 30 | 1/64  |

## Тренеры
- Картаков Александр Васильевич (1990)
- Королёв Александр Петрович (1991—1994)